# Пирій сибірський
Пирій сибірський (Elymus sibiricus) — вид однодольних квіткових рослин з родини злакових (Poaceae).

## Опис
Це багаторічна рослина без кореневища. Стебла зазвичай прямовисні й іноді злегка прилягають біля основи, 40–90 см завдовжки. Листки прикореневі та стеблові. Листові піхви безволосі. Язичок 0.5–1 мм завдовжки, урізаний. Листові пластинки плоскі, 6–20 см × 3–10 мм; поверхня шорстка з обох сторін, гола чи запушена зверху; верхівка загострена. Суцвіття — колос, двосторонній, 8–20 см завдовжки, нещільний, пониклий. Плодючі колосочки сидячі, по 2 в кластері, сизі чи пурпурувато-сизі, містять (3)4–5 плодючих квіточок зі зменшеними квіточками на верхівці. Колосочки від еліптичних до довгастих, стиснуті з боків, 10–13 мм у довжину й 2–3 мм ушир. Колоскові луски подібні, ланцетоподібні, 4–5 мм у довжину, без кілів, поверхня шершава, верхівки загострені, 1-остюкові, остюк 4–6 мм завдовжки; нижня 5–7-жилкова; верхня 3–5-жилкова, 0.4–0.5 довжини сусідньої плідної леми. Плідна лема ланцетоподібна, 8–11 мм у довжину, остюкова, 5-жилкова, верхівка гостра; остюк 15–20 мм. Палея рівна лемі, війчаста вздовж кілів, запушена між кілями. Верхівкові безплідні квітки, схожі на плодючі, але недорозвинені.

## Поширення
Вид росте від сходу Європи (Україна, Росія) через Азію (Монголія, Китай, Корея, пн. Індія, Непал) до Японії, Аляски й заходу Канади.